# Velika Plana (Prokuplje)
Velika Plana (em cirílico: Велика Плана) é uma vila da Sérvia localizada no município de Prokuplje, pertencente ao distrito de Toplica, na região de Toplica. A sua população era de 513 habitantes segundo o censo de 2011.

## Demografia
| 1948 | 1953 | 1961 | 1971 | 1981 | 1991 | 2002 | 2011 |
| ---- | ---- | ---- | ---- | ---- | ---- | ---- | ---- |
| 2035 | 2155 | 2004 | 1596 | 1279 | 847  | 666  | 513  |